# Meander Valley Council
Meander Valley Council is een Local Government Area (LGA) in Australië in de staat Tasmanië. Meander Valley Council telt 19.124 inwoners. De hoofdplaats is Westbury.